# メドヴォデ
メドヴォデ（Medovode, ドイツ語：Zwischenwässern）は、スロベニアの市である。